# 韦斯特维戈 (路易斯安那州)
韦斯特维戈（英語：Westwego），是美国路易斯安那州下属的一座城市。根据2010年美国人口普查，该市有人口8,534人。建制上，属于“city”。